# Paul Julius Möbius
Paul Julius Möbius (24. siječnja 1853. – 8. siječnja 1907.) je bio njemački neurolog. Studirao je filozofiju i teologiju na sveučilištima u Leipzigu, Jena i Marburgu, a medicinom se počeo baviti 1873.g. 
Möbius je tijekom svog života napisao mnogo radova iz područja neurofiziologije i endokrinologije. A po njemu su nazvani (eponimi):
- Moebiusov sindrom: opisao je prvi slučaj
- Leyden-Möbiusov sindrom: mišićna distrofija koja zahvaća mišiće u području zdjelice; nazvana po njemu i neurologu Ernst Viktor von Leydenu.
- Möbiusov znak: nemogućnost održavanja konvergencije oka; kada jedno oko konvergira, a drugo divergira prilikom gledanja u vrh nosa.